# Pietro Ferrero (imprenditore 1963)
Pietro Ferrero (Torino, 11 settembre 1963 – Camps Bay, 18 aprile 2011) è stato un imprenditore italiano.
Figlio di Maria Franca Fissolo e Michele Ferrero, proprietario della multinazionale dolciaria Ferrero e uomo più ricco d'Italia, era il primogenito della coppia.

## Biografia
Nel 1975 si trasferisce con la famiglia a Bruxelles, dove frequenta le scuole medie e superiori. Ritornato in Italia, si laurea in biologia all'Università di Torino con 110 e lode, quindi inizia la carriera lavorativa negli stabilimenti di famiglia di Stadtallendorf e di Alba. Nel 1992 gestisce la sezione operativa della Ferrero Europa e a partire dal 1997 diventa amministratore delegato dell'azienda. È stato membro del comitato esecutivo dell'Aspen Institute, membro del Consiglio di Amministrazione di RAS oltre che membro del Consiglio Consultivo di Deutsche Bank, consigliere di Mediobanca e membro della giunta di Confindustria..
Appassionato di ciclismo, Pietro muore improvvisamente a 47 anni a causa di un infarto a Camps Bay, sobborgo di Città del Capo mentre si allenava con la bicicletta. È stato ricordato da Lance Armstrong e dall'amico Ivan Gotti con il quale aveva parlato al telefono poche ore prima di morire. I funerali si sono svolti nel Duomo di Alba il 27 aprile 2011, con la partecipazione della famiglia, delle maggiori cariche del governo e di oltre 30.000 persone.